# Odot Molain
Odot Molain né en 1385 à Dijon et mort en 1471 à Chalon-sur-Saône, est un homme d'affaires chalonnais, gestionnaire de greniers à sel bourguignons, prêteur et conseiller de Philippe le Bon, duc de Bourgogne.

## Biographie
Le père d'Odot Molain, Jean Maire dit Molain, est chaudronnier à Dijon. Odot Molain est associé de son père puis s'établit à Chalon-sur-Saône. Il devient échevin de cette ville et obtient le titre de bourgeois de la ville. En 1420 Philippe le Bon le nomme garde de la monnaie de Chalon. En 1429, il est chargé de la fourniture en sel de tous les greniers bourguignons. Le duc l'anoblit en 1433 et le nomme son conseiller en 1439.
Il utilise largement ses fonctions pour son intérêt personnel : il spécule sur la monnaie, il prête de l'argent tant au duc qu'à de grands seigneurs. Il acquiert de nombreux biens immobiliers. Il possède une des plus grosses fortunes de Bourgogne. John Bartier écrit qu'Odot fut le type même de l'homme "âpre au gain et dénué de scrupules". En 1448 la Chambre des comptes engage des poursuites contre lui, les chefs d'accusation sont nombreux (dont: détournement à son profit d'une partie du sel, usages de fausses mesures de blé). Grâce au duc de Bourgogne qui intervient en sa faveur, en cassant le procès et en lui accordant sa grâce, il poursuit ses affaires. Il meurt en 1471 et laisse à ses deux enfants, Jean et Jeanne, une fortune considérable. L'un de ses petits-fils sera, au temps de la Ligue, un grand seigneur bourguignon, et une petite-fille deviendra la femme d'Olivier de La Marche.